# Crash Bandicoot 2: Cortex Strikes Back
Vous lisez un « article de qualité » labellisé en 2011.
Crash Bandicoot 2: Cortex Strikes Back est un jeu vidéo de plates-formes développé par Naughty Dog et édité par Sony Computer Entertainment en 1997 sur PlayStation. Le jeu est réédité pour les gammes Greatest Hits et The Best en 1998 ainsi que pour la gamme Platinum en 1999. Le jeu a été republié en 2007 sur la PlayStation Network mais a été retiré par mesure de précaution lorsque les jeux MediEvil et Spyro 2: Gateway to Glimmer ont eu des problèmes de fonctionnement. Il a ensuite été réédité sur le réseau américain le 10 janvier 2008 et sur le réseau européen le 2 février 2011.
L'histoire du jeu est la suite directe de Crash Bandicoot, l'opus éponyme de la série. Se déroulant sur un archipel d'îles fictives près de l'Australie, Crash Bandicoot 2: Cortex Strikes Back suit les aventures de l'anthropomorphe Crash Bandicoot, enlevé par le Docteur Neo Cortex, qui a apparemment changé de vie et veut désormais sauver le monde. Crash est ensuite envoyé dans plusieurs lieux de l'Île de N. Sanity afin de récupérer des cristaux qui permettront à Cortex de contenir la puissance de l'alignement des planètes et ainsi de protéger la Terre de la destruction. Crash est rejoint par sa sœur, Coco Bandicoot et occasionnellement par le Docteur Nitrus Brio, qui essaie de convaincre Crash de récupérer les gemmes au lieu des cristaux. Le jeu Crash Bandicoot 3: Warped est la suite de cet opus.
Crash Bandicoot 2: Cortex Strikes Back a reçu des critiques généralement positives et est considéré comme meilleur que son prédécesseur, Crash Bandicoot. La critique salue les graphismes du jeu, le contrôle des personnages et la bande-son, mais déplore les erreurs de gameplay et le manque de variété des niveaux, la facilité des niveaux de boss et le manque d'innovation par rapport au premier opus de la série. Avec plus de 7,5 millions d'exemplaires écoulés, le jeu est le cinquième jeu le plus vendu de la PlayStation et le plus vendu de la série. C'est aussi le titre occidental qui a connu le plus de succès au Japon lors de sa sortie avec plus de 800 000 ventes en avril 1998.

## Trame

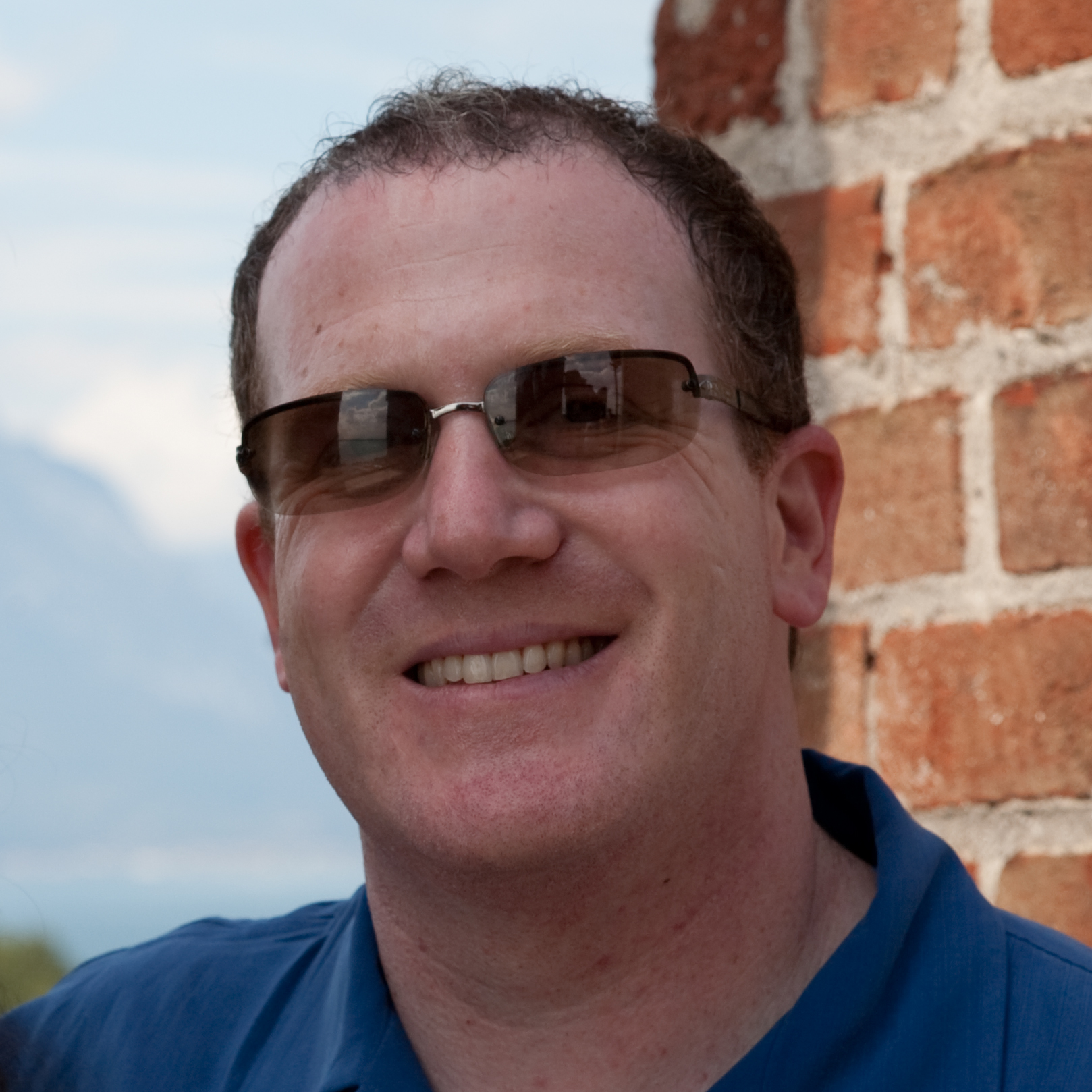
Andy Gavin, le cofondateur de Naughty Dog et de la série Crash Bandicoot.

### Univers
Contrairement à l'opus précédent, Crash ne traverse pas seulement des jungles tropicales. Le héros peut utiliser un jet-board pour parcourir des eaux marécageuses, visiter l'espace en jet-pack, s'aventurer dans des laboratoires, des égouts ou encore parcourir la banquise sur le dos de Polar, un ourson polaire. Les niveaux se déroulant dans la neige sont dotés de glaces réfléchissantes et de chutes de neige. Des références à la série de films Indiana Jones sont aussi présentes dans le jeu, avec notamment des niveaux où Crash est poursuivi par un rocher géant ou un ours. Quelques niveaux du jeu se passent également dans les ruines d'un temple et une salle Warp minière fait elle aussi référence aux films,,.

### Personnages
Le héros du jeu est Crash Bandicoot, un marsupial orange (le Bandicoot rayé de l'Est ou Péramèle à long nez de l'est), qui récupère les cristaux pour le Docteur Neo Cortex et les gemmes pour le Docteur Nitrus Brio. Il est aidé par Aku Aku, un masque sorcier qui le guide et protège du mal. Crash est aussi épaulé par sa sœur, Coco Bandicoot, qui le met en garde des intentions de Cortex en piratant son projecteur holographique. Un nouveau personnage rejoint les protagonistes : Polar, un ourson polaire, aide Crash à récupérer les cristaux sur la banquise.
L'antagoniste principal du jeu est le Docteur Neo Cortex, qui manipule Crash pour récupérer les cristaux et ainsi dominer le monde avec son Cortex-Vortex, une station spatiale alimentée par ces cristaux et la force de l'alignement des planètes. Il est aidé dans ses desseins par le Docteur N. Gin, un savant expert dans les missiles et l'informatique, qui a une roquette enfoncée dans le crâne.
L'ennemi commun à Crash et Cortex est le Docteur Nitrus Brio, l'ancien meilleur ami de Cortex, qui l’a trahi dans le jeu précédent. Apprenant que Crash ramasse des cristaux pour le savant diabolique, Brio essaie de convaincre le marsupial de l'aider à collecter les gemmes pour arrêter Cortex. N'y parvenant pas dans un premier temps, il envoie ses sbires, Ripper Roo, un kangourou cinglé adorant la TNT et la Nitro, Tiny Tiger, un tigre de Tasmanie excessivement musclé, et les Frères Komodo Joe et Moe, des dragons de Komodo habiles au sabre, pour empêcher Crash d'effectuer son travail. Plus tard, le héros rejoint le Docteur Nitrus Brio dans sa quête pour l'élimination de Cortex.

### Scénario

Logo de la version américaine de Crash Bandicoot 2: Cortex Strikes Back.

L'histoire du jeu est la suite directe du premier opus de la série, Crash Bandicoot, où Crash s'échappe du dirigeable du Docteur Neo Cortex avec sa petite amie Tawna, sauvée des griffes du savant diabolique. Ses plans pour la domination du monde contrecarrés, Cortex chute de son dirigeable et s'écrase sur le sol. Après son accident, Cortex se réveille dans une grotte sombre remplie de cristaux brillants et violets,. Convaincu qu'ils détiennent un immense pouvoir, Cortex prend un cristal et retourne à son laboratoire pour l'examiner. Il découvre que les planètes vont bientôt entrer en alignement, créant un flux solaire menaçant de détruire la Terre. Apprenant que les cristaux sont le seul moyen de contenir cette force, Cortex fait appel à son vieux collègue, le Docteur N. Gin, et un an plus tard, ils créent ensemble une station spatiale nommée Cortex-Vortex (machine utilisée dans le jeu précédent par Cortex pour contrôler ses sbires), alimentée par un cristal, dans le but de capter l'énergie stellaire. Ayant besoin de vingt-cinq cristaux supplémentaires pour fournir le pouvoir nécessaire à sa machine, et n'ayant plus aucun collaborateur à la suite de sa trahison envers le Docteur Nitrus Brio, Cortex élabore un complot pour envoyer Crash récupérer les cristaux pour lui,.
Un an après la défaite de Cortex, Crash Bandicoot vit avec sa sœur Coco Bandicoot sur l'Île de N. Sanity, qui appartenait autrefois au Docteur Cortex. Dans les jungles de l'île, Crash dort tandis que Coco essaie de finir un nouveau programme avant que son ordinateur portable s'arrête de fonctionner. Son ordinateur ne fonctionnant plus, elle demande à Crash de lui rapporter une nouvelle batterie,. Sur le chemin du retour, Crash est enlevé par une lumière vive et se retrouve dans une salle Warp, où une projection holographique du Docteur Cortex lui ordonne de lui apporter des cristaux en voyageant à travers les portes de la salle Warp. Plus tard, Cortex informe Crash de l'arrivée de la force destructrice et lui donne la tâche de lui ramener tous les cristaux afin qu'il puisse contenir cette force. À la suite de cela, Crash est confronté à l'hologramme du Docteur Nitrus Brio, l'ancien bras droit du Docteur Cortex, qui souhaite contrer ses plans pour la domination du monde. Brio informe Crash que la Terre ne contient pas seulement des cristaux, mais aussi des gemmes, et que si Crash collecte suffisamment de gemmes pour lui, alors il pourra construire un appareil capable de tirer un faisceau laser qui détruira le Cortex-Vortex, mais que si Crash continue de collecter des cristaux pour Cortex, il fera tout pour l'en empêcher.
Comme Crash continue de collecter les cristaux, il est attaqué par les sbires du Docteur Nitrus Brio, notamment par le kangourou déjanté Ripper Roo, les viles Frères Komodo et le féroce Tiny Tiger. Le docteur Neo Cortex informe Crash que Brio est à l'origine de ces attaques et prétend qu'il a été forcé d'aider Brio dans son complot pour la domination du monde par le passé. Coco Bandicoot, se méfiant de Cortex, pirate de temps à autre le projecteur holographique du savant fou et met en garde son frère concernant les véritables intentions de Cortex. Plus tard, lorsque Crash a rassemblé la quasi-totalité des cristaux, Coco révèle le véritable projet de Cortex : grâce à l'énergie de l'alignement des planètes, il utilisera le Cortex-Vortex basé sur sa station spatiale et fera un lavage de cerveau à tous les habitants de la Terre pour les soumettre à sa volonté. Crash réussit à arrêter Cortex avant qu'il n'utilise les cristaux mais le Cortex-Vortex est tombé à la dérive dans l'espace et est toujours prêt à tirer. Crash décide de se racheter en ramassant les gemmes pour le Docteur Nitrus Brio, qui révèle que les gemmes peuvent elles aussi contenir la force de l'alignement des planètes et invite le marsupial et sa sœur à l'achèvement de son arme laser. Crash, Coco et Brio détruisent finalement le Cortex-Vortex et la station spatiale.

## Système de jeu

### Fonctionnement des niveaux

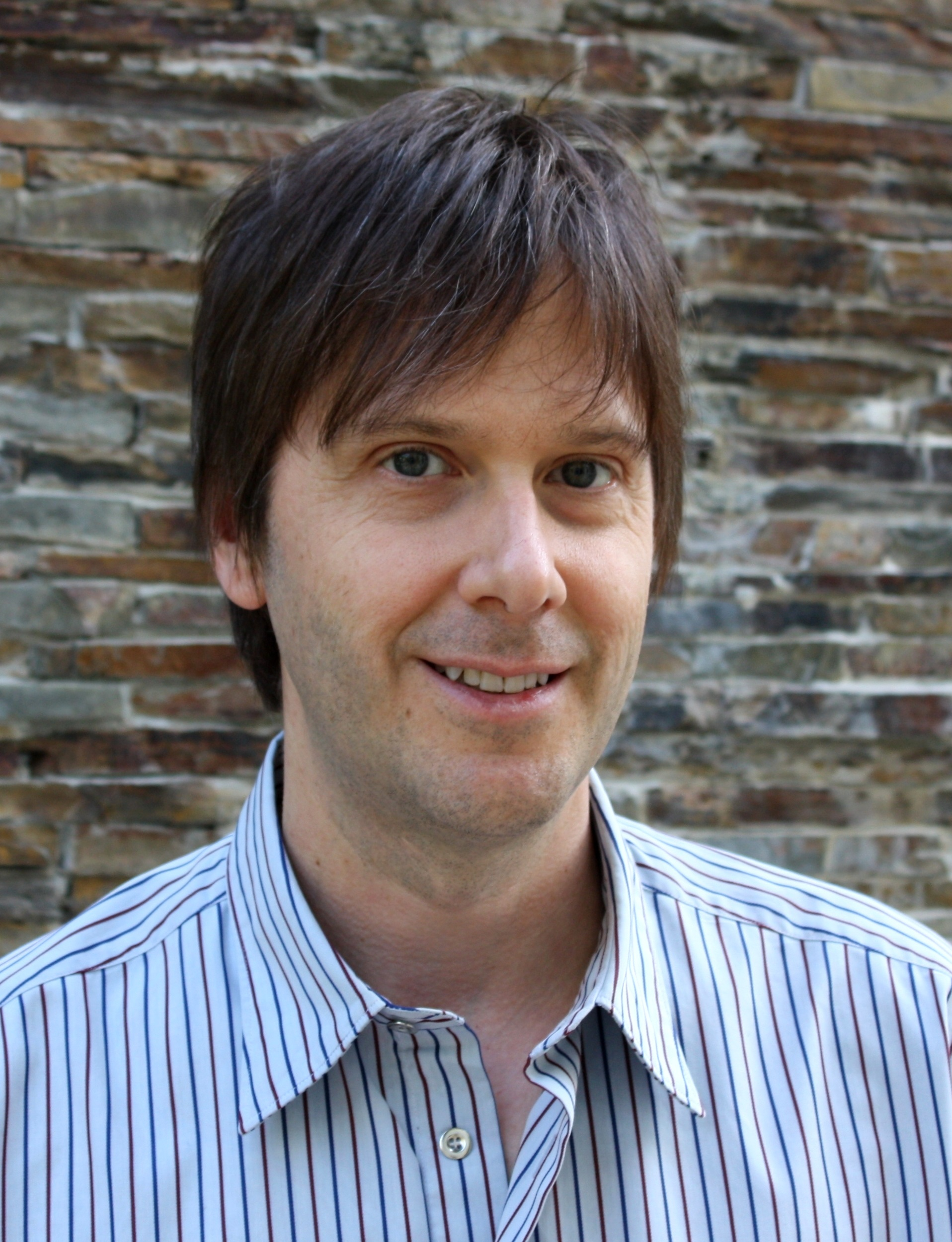
Mark Cerny (ici en 2010), président de la société Universal Interactive Studios et producteur exécutif de Crash Bandicoot 2: Cortex Strikes Back.

Crash Bandicoot 2: Cortex Strikes Back est un jeu vidéo de plates-formes dans lequel le joueur contrôle Crash Bandicoot, qui doit récupérer vingt-cinq cristaux pour le Docteur Neo Cortex. La majeure partie du jeu se passe dans une salle Warp, permettant de voyager aux quatre coins du monde. Cette salle est divisée en cinq chambres composées elles-mêmes de cinq portes menant à un niveau du jeu. Une nouveauté du jeu est que le joueur peut choisir le niveau qu'il veut parcourir contrairement au premier opus où le joueur suit un script linéaire. L'objectif est de récupérer le cristal caché dans le niveau, qui est terminé une fois que Crash a trouvé le cristal et qu'il est arrivé au bout du niveau, où il sera renvoyé à la salle Warp. Le cristal récupéré est ensuite placé dans une fente de la salle Warp située au-dessus de la porte du niveau correspondant. La grande majorité des niveaux possèdent des plates-formes bonus, marquées d'un point d'interrogation, qui mène à une zone où Crash doit collecter tous les objets qui s'y trouvent. Ces zones bonus, dont les graphismes sont réalisés en 2D, peuvent être jouées autant de fois que le joueur le souhaite jusqu'à ce qu'il ait entièrement parcouru la zone puisqu'il est impossible de perdre une vie à ces endroits. Lorsque les cinq cristaux d'une chambre sont récupérés, une plate-forme menant à la chambre suivante apparaît au centre de la pièce. Lors du voyage entre deux chambres, Crash doit affronter et vaincre un boss.

### Vies et capacités de Crash
Crash commence le jeu avec quatre vies. Une vie peut être gagnée en collectant cent fruits Wumpa ou en cassant une caisse renfermant une vie. Lorsqu'il est frappé par un ennemi ou tombe dans un trou ou dans l'eau, il perd une vie. Lorsque le joueur n'a plus de vie, la partie est terminée. Cependant, il est possible de continuer le jeu en sélectionnant Oui sur l'écran de fin de partie. Ainsi le joueur reprend ladite partie avec à nouveau quatre vies à sa disposition et en partant du dernier niveau visité. Crash peut sauter dans les airs et atterrir sur un ennemi, peut effectuer une tornade pour frapper un ennemi et l'envoyer hors de l'écran, mais a aussi de nouvelles facultés comme ramper ou encore glisser sur le sol et effectuer un saut-pilon, c'est-à-dire s'écraser sur le sol pour briser certains objets. Crash peut également sauter plus haut que ce qu'il peut normalement s'il saute immédiatement après avoir glissé sur un toboggan. Toutes ces techniques peuvent être utilisées pour battre la plupart des ennemis de Crash. Le héros ne peut pas sauter sur les ennemis qui ont des pointes sur la partie supérieure de leur corps mais peut sauter sur ceux qui ont des pointes sur les côtés latéraux de leur corps ou s'écraser sur eux pour les vaincre. Les ennemis avec des encolures tranchantes, comme les lézards ayant une collerette au cou ou des robots au corps chaud, ne peuvent être battus que si Crash leur glisse dessous. Certains niveaux nécessitent de Crash des facultés qui lui permettent de progresser dans son chemin ou se protéger des ennemis, comme par exemple s'accrocher à des grilles ou se déplacer sous terre.

### Caisses
Les caisses jouent un rôle de premier plan dans Crash Bandicoot 2: Cortex Strikes Back. Elles peuvent être détruites avec toutes les facultés de Crash. Chaque caisse contient des éléments utiles ou augmente la mobilité de Crash. Bien que la plupart des caisses contiennent des fruits Wumpa, d'autres contiennent un masque de sorcier Aku Aku, qui sert de bouclier à Crash lorsqu'il est frappé par un ennemi. Si trois masques sont collectés, Crash devient invincible pendant une courte durée. Les caisses marquées d'une flèche pointant vers le haut permettent de sauter à des hauteurs inaccessibles avec un saut normal, elles ne peuvent être détruites qu'avec la tornade de Crash, exceptées celles en acier. Les caisses marquées d'un point d'exclamation, une fois activées à la suite d'un contact physique avec Crash, permettent de solidifier toutes les structures en forme de caisses à proximité et les caisses TNT explosent trois secondes après que Crash saute dessus. Deux nouveaux types de caisses font leur apparition dans ce jeu : les caisses renforcées, qui ne peuvent être détruites que par le saut-pilon de Crash, et les caisses Nitro, qui explosent directement au contact physique. Toutes les caisses Nitro du niveau peuvent être neutralisées en déclenchant une boîte verte marquée d'un point d'exclamation. Les caisses Checkpoint permettent à Crash de retourner à l'endroit où la dernière caisse a été ouverte lorsqu'il perd une vie.

### Gemmes
Outre les cristaux, Crash peut collecter des gemmes grises et des gemmes de couleurs. Une gemme grise peut être obtenue en détruisant toutes les caisses d'un niveau. Une nouveauté par rapport au précédent volet est que Crash peut mourir dans le niveau sans perdre pour autant le nombre de caisses détruites auparavant. Contrairement à l'opus précédent, une gemme peut également être obtenue en ne brisant aucune caisse, atteindre une plate-forme marquée d'une tête de mort menant à une zone secrète, parcourir le niveau dans un temps imparti ou en la trouvant quelque part dans le niveau. Les gemmes de couleurs, au nombre de cinq, peuvent être acquises en réalisant le même genre de défis et permettent de se rendre dans des zones secrètes elles aussi. Il y a quarante-deux gemmes à collecter en tout.

## Développement

### Conception des graphismes

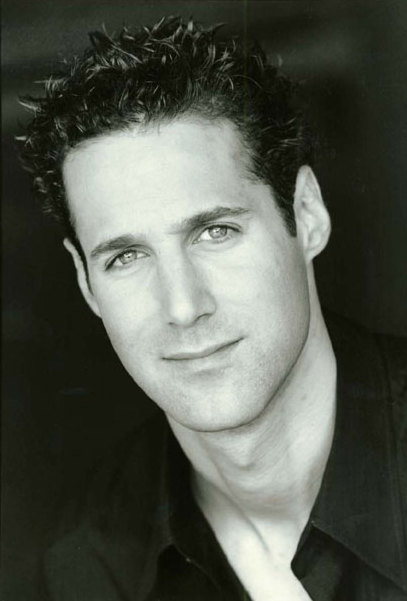
Jason Rubin (ici en 2003), le cofondateur de Naughty Dog et de la série Crash Bandicoot.

La production de Crash Bandicoot 2: Cortex Strikes Back, dotée d'un budget de deux millions de dollars, commence en octobre 1996 et dure treize mois,. Pour ce jeu, le co-créateur de Crash Bandicoot, Andy Gavin, programme un nouveau moteur, nommé Game Oriented Object LISP 2 (GOOL 2), qui est trois fois plus rapide que le moteur utilisé pour l'opus précédent, pouvant ainsi traiter dix fois le cadre d'animation et deux fois plus de polygones,. Pour ce jeu, Crash est composé de 532 triangles et plus de 9 000 images d'animation ont été réalisées.
La conception des environnements du jeu est essentiellement créée par les employés du studio Naughty Dog : Bob Rafei, Eric Iwasaki, Erick Pangilinan, Charlotte Francis et Jason Rubin. Dan Arey, le concepteur principal de Gex: Enter the Gecko, a rejoint Naughty Dog et a finalisé le level design. Les niveaux de jungle ont initialement été conçus avec un brouillard au sol, mais cette idée a été abandonnée lorsque la presse spécialisée et le public ont commencé à critiquer les autres développeurs qui utilisaient eux aussi des brouillards au sol, dans le but de dissimuler le nombre de polygones. La lumière du soleil et l'accentuation de la profondeur sont alors utilisées pour ces niveaux. Naughty Dog a créé des niveaux dans des égouts dans l'optique de travailler des lieux « sales » pour le jeu. Des couleurs contrastées ont été ajoutées à ces niveaux afin de briser la monotonie répétitive des égouts sans fin. Un plan Z-buffer a été réalisé pour le jeu car les surfaces aquatiques et la boue dans la jungle devaient avoir une surface plane et être exactement à plat sur l'axe Y pour qu'il n'y ait pas de vagues et pour que le plan ne comporte pas d'angles défaillants. Cet effet n’est conçu que pour les objets au premier plan et n'est utilisé que sur Crash, quelques ennemis et quelques caisses simultanément.

### Conception des personnages
Les personnages ont été dessinés par Charles Zembillas de la société American Exitus. Pour ce jeu, de nouveaux personnages ont fait leur apparition. Dès mars 1997, Zembillas esquisse les traits de Coco Bandicoot, la petite sœur de Crash. Elle remplace Tawna, la petite amie du héros dans le premier opus de la série, qui mettait mal à l'aise Sony Computer Entertainment Japan, qui la jugeait « trop sexy ». Coco est d'abord imaginée avec un haut court et un short avant d'être vêtue d'une salopette et équipée d'un ordinateur portable,.
Un des nouveaux antagonistes du jeu est le Docteur N. Gin. Scientifique expert en missile et en informatique travaillant pour la défense, N. Gin est le nouveau bras droit du Docteur Neo Cortex après que le Docteur Nitrus Brio l'a lâché. Lors d'une de ses expériences, un missile nucléaire s'est logé dans la tête de N. Gin, et cette roquette menace d'exploser s'il s'énerve ou stresse. N. Gin serait à l'image de Jason Rubin, l'un des concepteurs du jeu, qui souffre lui aussi de migraines chroniques. Pour qu'il puisse vivre malgré ce handicap, N. Gin a réalisé un système de cyber-vie artificielle et est désormais mi-humain, mi-robot,.
Les Frères Komodo sont des dragons de Komodo portant des anciennes tenues turques tous deux créés par N. Brio grâce à son Rayon Evolvo, et tous deux sont habiles au maniement du sabre. Komodo Joe est intelligent et rapide, mais peu costaud. Son frère, Komodo Moe, est lent, plus bête, mais aussi plus costaud.

### Bande-son

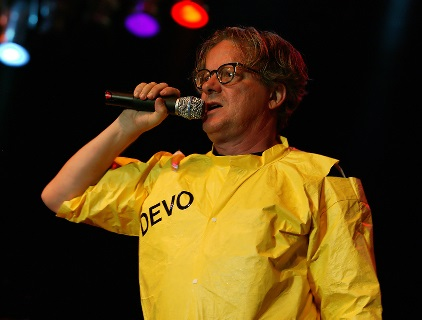
Mark Mothersbaugh (ici en 2006) a composé la bande-son de Crash Bandicoot 2: Cortex Strikes Back

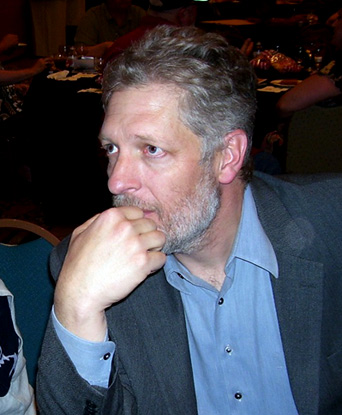
Clancy Brown (ici en 2009) est la voix américaine du Docteur Neo Cortex.

La bande-son du jeu a été produite par Mark Mothersbaugh et Josh Mancell de la société Mutato Muzika, tandis que les effets sonores ont été créés par Mike Gollom, Ron Spears et Kevin Horwitz de la société Universal Sound Studios.
Pour ce qui est de la distribution originale en anglais, Clancy Brown interprète la voix du Docteur Neo Cortex. Les voix de Crash Bandicoot, du Docteur N. Gin, du Docteur Nitrus Brio, de Tiny Tiger et de Komodo Moe sont assurées par Brendan O'Brien tandis que Vicki Winters est la voix de Coco Bandicoot.
Dans la version japonaise, la voix de Cortex est assurée par Shōzō Iizuka, Mitsuru Ogata et Kazuhiro Nakata doublent respectivement N. Gin et Nitrus Brio, tandis que Coco Bandicoot et Aku Aku sont interprétés respectivement par Haruna Ikezawa et Kenichi Ogata.

## Commercialisation
Crash Bandicoot 2: Cortex Strikes Back a été présenté à l'Electronic Entertainment Expo, qui s'est tenu à Atlanta du 19 au 21 juin 1997, où il reçoit des critiques positives de la part de l'industrie vidéoludique. Le jeu est entré dans sa version alpha en août 1997.
Le jeu paraît en Amérique du Nord le 31 octobre 1997, puis en décembre en Europe et le 18 décembre de la même année au Japon. Il est réédité dans la gamme Greatest Hits à partir du 30 août 1998 en Amérique du Nord et dans la gamme Platinum en 1999 en Europe. Au Japon, il a été réédité dans la gamme PlayStation the Best for Family le 8 octobre 1998, puis dans la gamme PSone Books le 22 novembre 2001,,.
Le jeu est enfin republié numériquement en 2007 sur le PlayStation Network, pour une utilisation sur PlayStation 3, mais a été retiré par mesure de précaution lorsque les jeux MediEvil et Spyro 2: Gateway to Glimmer ont eu des problèmes techniques. Il a ensuite été réédité sur le réseau américain le 10 janvier 2008 et sur le réseau européen le 2 février 2011.

## Accueil

### Critiques générales
Crash Bandicoot 2: Cortex Strikes Back a reçu un grand nombre de critiques positives. John Broady, de GameSpot, considère que ce jeu est bien meilleur que son prédécesseur, saluant notamment le concept de chambres Warp, l'amélioration du système de sauvegarde des parties et la variété des niveaux. IGN fait l'éloge de la facilité de contrôle de Crash et la diminution du sentiment de linéarité qu'avait laissé l'opus précédent et salue également l'augmentation du nombre de niveaux bonus. Mark Cooke, de Game Revolution déclare que ce deuxième opus est « indéniablement fun ». Le site français Jeuxvideo.com déclare que « Crash Bandicoot 2: Cortex Strikes Back est une suite à ne pas manquer » et est séduit par « sa prise en main rapide et son gameplay varié capables de scotcher le joueur à sa télévision de longues heures durant ». La presse francophone émet elle aussi de très bonnes critiques à l'égard de ce jeu : le PlayStation Magazine applaudit un « chef-d'œuvre, à l'image du plafond de la chapelle Sixtine » tandis que le magazine Player One apprécie les nouveautés et les graphismes de ce nouveau volet de la série.

### Critiques de la bande-son
La bande-son du jeu est aussi saluée par la critique : John Broady de GameSpot indique que la musique ne « pouvait pas être mieux » tandis que Mark Cooke de Game Revolution fait l'éloge de la qualité du doublage du Docteur Neo Cortex par l’acteur Clancy Brown, déclarant que grâce à sa « voix hilarante, le jeu ressemble à un cartoon ». Pour Jeuxvideo.com, « les musiques variées et agréablement rythmées » sont appréciées. Le site français note que « les bruitages saugrenus contribuent à accentuer l'aspect loufoque du titre », en particulier celui de Polar, l'ourson polaire de Crash, qui aboie comme un chien. PlayStation Magazine est en revanche plus sévère : si le mensuel français admet que la bande-son est « moins stressante que dans le premier opus », il regrette que celle-ci « innove peu ». Le magazine Consoles + fait quant à lui l'éloge d'une bande-son « variée, mais un peu fatigante ».

### Critiques des graphismes
Les graphismes ont également été appréciés par la critique. John Broady de GameSpot indique qu'ils sont « dans une classe à part parmi les jeux PlayStation » tandis qu'IGN fait l'éloge de « beaux » graphismes à haute résolution. Mark Cooke, de Game Revolution, est quant à lui allé plus en détail sur ses critiques et déclare que les graphismes sont « géniaux ». Il déclare que les cinématiques du jeu sont « admirablement belles » et que ce nouvel opus pourrait « réellement définir de nouveaux standards de la qualité graphique de PlayStation ». Il a également apprécié une animation « impeccable » et une ambiance de « cartoon de qualité » et termine en déclarant que « les créatures, les environnements et les cinématiques sont absolument parfaits ». Jeuxvideo.com fait l'éloge de niveaux « toujours aussi riches et colorés » et « d'animations de grande qualité », mais déplore que « plusieurs niveaux se déroulent dans les mêmes décors » et aurait « aimé davantage de variété dans les environnements », tandis que le Playstation Magazine apprécie un design « lisse, original, beau et divinement texturé ». Le mensuel Player One qualifie quant à lui Crash Bandicoot 2: Cortex Strikes Back comme l'un « des plus beaux titres de la PlayStation » tandis que Consoles + indique que les graphismes sont « divins », mais « moins variés que ceux du premier épisode ».

### Critiques dugameplay
Le gameplay de Crash Bandicoot 2: Cortex Strikes Back reçoit des critiques mitigées de la part de la critique. John Broady note que la configuration semi-3D est « parfois difficile à utiliser » en précisant que « vous vous surprenez à manquer des sauts car vous êtes incapable de bien évaluer les distances ». Il critique également le gameplay en déclarant qu'il est « tout simplement ordinaire » et ajoute que « dans certains niveaux, vous devez sacrifier de nombreuses vies jusqu'à ce que vous mémorisiez le niveau ». IGN note un level design « pas aussi varié que ce qu'il pourrait être » et déplore que les environnements dans l'eau, la neige et la jungle étaient déjà utilisés dans le jeu précédent et qu'ils sont réutilisés à plusieurs reprises dans ce nouvel opus. IGN termine en disant que les niveaux de boss sont « insolemment faciles ». Mark Cooke observe que comme Crash Bandicoot, ce nouvel opus n'apporte rien au genre et indique que « le premier Crash a été terriblement semblable aux jeux de plate-formes 16 bits d'autrefois, mais avec uniquement de meilleurs graphismes et Crash 2 ne s'écarte pas beaucoup de cette formule ». Il décrit enfin la conception 3D comme « bizarre, inutile et mauvaise ». La critique française est plus clémente : Jeuxvideo.com constate que « les développeurs ont fait leur maximum pour varier le gameplay en proposant un certain nombre d’activités différentes, si bien que vous ne vous lasserez jamais de devoir progresser de niveau en niveau », alors que le PlayStation Magazine indique que « chaque mouvement de Crash est à la portée du premier venu ».

### Ventes et récompenses
Crash Bandicoot 2: Cortex Strikes Back est un succès commercial : en février 1998, le jeu s'est écoulé aux États-Unis, au Japon et en Europe respectivement à un million, 800 000 et 340 000 exemplaires. À cette même date, 4,08 millions d'unités ont été expédiées aux détaillants du monde entier.
Au total, le jeu a été vendu à 7,58 millions d'exemplaires à travers le monde, dont 3,87 millions aux États-Unis et 1,3 million au Japon. Le jeu est ainsi devenu le cinquième titre de la PlayStation le mieux vendu de tous les temps et par la même occasion le jeu le plus vendu de toute la série Crash Bandicoot,,. Il a également dépassé son prédécesseur, Crash Bandicoot, qui détenait le record de ventes concernant les titres non japonais, et a été écoulé à 800 000 exemplaires en avril 1998. À cette date, Naughty Dog reçoit un Golden Price pour avoir dépassé les 500 000 exemplaires écoulés sur le territoire nippon.
Naughty Dog est nommé lors de l'édition 1998 de l'Interactive Achievement Awards dans la catégorie du jeu d'action sur console de l'année, mais le jeu GoldenEye 007 remporte la récompense.

## Postérité

### Suites et dérivés
Sous contrat avec Sony Computer Entertainment pour encore un jeu, Naughty Dog réalise en 1998 Crash Bandicoot 3: Warped, qui reprennent les fondements de leur prédécesseur, agrémentés de divers ajouts et améliorations. Ces deux suites sont un véritable succès, les deux opus étant vendus à plus de 7 millions d'exemplaires chacun. Fort de la popularité de leurs créations, le studio fondateur de la franchise Crash Bandicoot conçoit un dernier opus en 1999, Crash Team Racing, un jeu de course incluant les différents personnages présents dans la série qui s'affrontent dans des environnements issus des trois épisodes. L'année suivante, Eurocom acquiert les droits de la série et conçoit Crash Bash. À partir de cette date, les développeurs se succèdent quant à la possession des droits de la série, qui malgré le passage à l'édition sur plusieurs consoles, décline qualitativement épisode après épisode,. En 2020, Toys for Bob publie Crash Bandicoot 4: It's About Time, un jeu vidéo qui est la suite directe de Crash Bandicoot 3: Warped et qui reprend le schéma narratif et le système de jeu de la trilogie originelle réalisée par Naughty Dog.

### Remake:Crash Bandicoot: N. Sane Trilogy
Lors de l'Electronic Entertainment Expo 2016, Sony annonce que dans le cadre du vingtième anniversaire de Crash Bandicoot, les trois premiers opus de la série seront remastérisés par Toys for Bob et Vicarious Visions dans une compilation intitulée Crash Bandicoot : N. Sane Trilogy, disponible sur PlayStation 4. En février 2017, Activision, l'éditeur du jeu, fixe sa date de sortie au 30 juin 2017, et annonce que le mode contre-la-montre, absent des deux premiers épisodes, a été rajouté, ainsi que des niveaux bonus et une bande-son renouvelée. Le mois suivant, Activision lance un concours sur Twitter afin que les internautes proposent des idées de mouvements humoristiques à attribuer à Crash. L'éditeur offre un t-shirt et un exemplaire du jeu à l'un des internautes tirés au sort. En avril 2017, Activision annonce la sortie d'une édition non officielle de Crash Bandicoot : N. Sane Trilogy en Italie : cette édition, vendue dans un coffret en bois arborant une réplique du masque d'Aku Aku, est limité à cent exemplaires.

### Citations du jeu
1. ↑  Docteur Neo Cortex : « Ha ha ha ! Les cristaux bien sûr. ».
2. ↑  Docteur N. Gin : « Mais Docteur Cortex, pour atteindre la pleine puissance, nous avons besoin non seulement de votre cristal-maître, mais il y a aussi de 25 cristaux-esclaves sur Terre. Comment voulez-vous les récupérer alors que nous n'avons plus aucun agent sur Terre ? » - Docteur Neo Cortex : « Imbécile ! Penses-tu que je ne suis pas au courant de la situation ? Si nous n'avons pas d'amis sur Terre, alors nous devons trouver ... un ennemi. ».
3. ↑  Coco Bandicoot : « Crash, Crash, ma batterie est cuite. Rends-toi utile, grand frère, et va chercher une nouvelle batterie pour moi. ».
4. ↑  Docteur Neo Cortex : « Tiens tiens tiens, Crash Bandicoot. Bienvenue. Je suis désolé d'avoir utilisé un moyen aussi cruel pour t'amener ici, mais je suppose que tu aurais refusé une invitation écrite. J'ai besoin de ton aide. Autour de toi il y a une série de cinq portes. À travers chacune de ces portes, il y a un cristal bien caché. Apporte-moi les cristaux, Crash. ».
5. ↑  Docteur Nitrus Brio : « Tu aides Cortex à obtenir les cristaux et pourtant tu as ramassé une gemme. Tant que tu es allié avec Cortex, tu es mon ennemi juré et je ferai tout ce qui est en mon pouvoir pour t'arrêter. Si le destin du monde est vraiment ton intérêt, tu dois ramasser les gemmes, pas les cristaux. Si tu ramasses toutes les gemmes, je pourrais tirer un faisceau laser qui détruira Cortex et sa station-spatiale. ».
6. ↑  Docteur Neo Cortex : « Crash, j'ai découvert que ces attaques sont orchestrées par le Docteur Nitrus Brio, l'inventeur du Rayon-Evolvo. Brio est responsable de notre ... malentendu par le passé. Il me forçait à l'aider dans ses plans pour la domination du monde. Il va tenter de nous barrer la route. ».
7. ↑  Coco Bandicoot : « Crash, je n'ai pas beaucoup de temps. Cortex a presque terminé sa station spatiale. Méfie-toi des trucs qu'il te ... ».
8. ↑  Coco Bandicoot : « Crash, Cortex ne va pas utiliser les cristaux pour contenir l'énergie des planètes ! Il va exploiter cette force pour alimenter son super Cortex-Vortex qu'il a construit sur sa station spatiale ! Le rayon va couvrir le monde entier et transformer chaque habitant de la Terre en esclaves stupides de Cortex ! ».
9. ↑  Coco Bandicoot : « Crash, que comptes-tu faire de Cortex ? Et du Cortex-Vortex ? Il est encore là. ».
10. ↑  Docteur Nitrus Brio : « Les cristaux ne sont pas le seul moyen d'exploiter l'énergie des planètes, les gemmes ont également cette capacité et avec elles, je pourrais également détruire le Cortex-Vortex ! ».
11. ↑  Docteur Neo Cortex : « Regarde au-dessus de chaque porte, il y a une grande fente en forme de cristal. Remplis les cinq fentes de cette salle en récupérant un cristal dans chacun des cinq domaines. ».
12. ↑  Docteur Neo Cortex : « Écoute, nous ne sommes pas sans ennemis. Tu peux même reconnaître certains d'entre eux. Bien qu'ils ne puissent pas te nuire dans cette salle Warp, ils peuvent t'attaquer sur ton chemin vers la salle suivante. Pour te rendre à la salle Warp suivante, utilise la plate-forme dans le centre de la pièce. ».

### Manuel d'utilisation
- Crash Bandicoot 2: Cortex Strikes Back : Guide officiel, Sony Computer Entertainment, 1996

1. ↑  Crash Bandicoot 2: Cortex Strikes Back : Guide officiel, Sony Computer Entertainment, 1997, p. 10 à 12.
2. 1 2 3 4 5  Crash Bandicoot 2: Cortex Strikes Back : Guide officiel, Sony Computer Entertainment, 1997, p. 5.
3. 1 2  Crash Bandicoot 2: Cortex Strikes Back : Guide officiel, Sony Computer Entertainment, 1997, p. 6.
4. ↑  Crash Bandicoot 2: Cortex Strikes Back : Guide officiel, Sony Computer Entertainment, 1997, p. 9 et 12.
5. 1 2  Crash Bandicoot 2: Cortex Strikes Back : Guide officiel, Sony Computer Entertainment, 1997, p. 4.
6. 1 2  Crash Bandicoot 2: Cortex Strikes Back : Guide officiel, Sony Computer Entertainment, 1997, p. 8.
7. ↑  Crash Bandicoot 2: Cortex Strikes Back : Guide officiel, Sony Computer Entertainment, 1997, p. 3.
8. ↑  Crash Bandicoot 2: Cortex Strikes Back : Guide officiel, Sony Computer Entertainment, 1997, p. 13.
9. ↑  Crash Bandicoot 2: Cortex Strikes Back : Guide officiel, Sony Computer Entertainment, 1997, p. 7.

### Autres références
- (en) Cet article est partiellement ou en totalité issu de l’article de Wikipédia en anglais intitulé « Crash Bandicoot 2: Cortex Strikes Back » (voir la liste des auteurs).

1. ↑  (en) « Crash Bandicoot 2 - Available Thursday, November 6 », Pittsburgh Post-Gazette,‎ 2 novembre 1997, p. 415 (lire en ligne).
2. ↑  (en) « Checkpoint - Events and Software Releases », Computer and Video Games, no 193,‎ décembre 1997, p. 44-45.
3. ↑  (de) « Release-Dates - November bis Anfang Dezember », Fun Generation, no 23,‎ décembre 1997, p. 20.
4. 1 2 3 4 5 6 7  Benjamin Janssens, « Crash Bandicoot 2: Cortex Strikes Back », PlayStation Magazine, no 15,‎ décembre 1997, p. 114 à 117.
5. 1 2 3 4 5 6 7 8 9  (fr) « Test de Crash Bandicoot 2: Cortex Strikes Back », sur Jeuxvideo.com (consulté le 24 juillet 2011).
6. 1 2  (fr) « Crash Bandicoot 2 sur PlayStation », sur emunova.net (consulté le 26 juillet 2011).
7. ↑  (en) « Crash Bandicoot 2: Cortex Strikes Back - Background studies », sur naughtydog.com, 1999 (version du 28 juillet 2008 sur Internet Archive).
8. 1 2 3 4 5  « Crash Bandicoot 2 sur PlayStation », Player One, no 81,‎ décembre 1997, p. 74 à 77.
9. 1 2 3 4  « Test PlayStation : Crash Bandicoot 2: Cortex Strikes Back », Consoles +, no 71,‎ décembre 1997, p. 100 à 104.
10. ↑  « Sony va le faire ... », Consoles +, no 80,‎ septembre 1998, p. 76-77.
11. ↑  (en) « How Much Does It Cost To Make A Big Video Game? », sur kokatu.com, 15 janvier 2014 (consulté le 1er mai 2017).
12. 1 2 3  (en) « Time line », sur naughtydog.com (consulté le 23 juillet 2011).
13. 1 2  (en) « From Rags to Riches: Way of the Warrior to Crash 3 », Game Informer n°66,‎ 1998, p. 18 à 21.
14. ↑  (en) « Crash Bandicoot 2 -  Trivia », sur crashmania.net (consulté le 23 juillet 2011).
15. ↑  (en) « Crash Bandicoot 2:Cortex Strikes Back - Background studies », sur naughtydog.com (version du 28 juillet 2008 sur Internet Archive).
16. ↑  (en) « Crash Bandicoot - Origin of Coco - Part 1 », sur zembillas.blogspot.net, 6 janvier 2013.
17. ↑  (en) « Crash Bandicoot - Origin of Coco - Part 6 », sur zembillas.blogspot.net, 13 février 2013.
18. ↑  (en) « Crash Bandicoot - Origin of N Gin », sur zembillas.blogspot.net, 17 mai 2013.
19. 1 2  (en) « Crash Bandicoot 2:Cortex Strikes Back - Character sketches », sur naughtydog.com (consulté le 29 juillet 2011).
20. ↑  Crash Bandicoot 2: Cortex Strikes Back : Guide officiel, Sony Computer Entertainment, 1997, p. 14-15.
21. ↑  (en) « THE CRASH BANDICOOT 2: CORTEX STRIKES BACK CAST », sur behindthevoiceactors.com (consulté le 12 novembre 2021).
22. ↑  (en) « THE CRASH BANDICOOT 2: CORTEX STRIKES BACK JAPANESE CAST », sur behindthevoiceactors.com (consulté le 12 novembre 2021).
23. ↑  (en) « E3 Showstoppers! », GamePro, no 108,‎ septembre 1997, p. 40.
24. ↑  « Crash Bandicoot 2 : Cortex Strikes Back - Caractéristiques du jeu », sur jeuxvideo.com (consulté le 13 novembre 2021).
25. ↑  (en) « Crash Bandicoot 2: Cortex Strikes Back - Other Versions », sur gamespot.com (consulté le 24 mars 2013).
26. ↑  (ja) « クラッシュ バンディクー2〜コルテックスの逆襲!〜 PlayStation the Best for Family », sur jp.playstation (consulté le 13 novembre 2021).
27. ↑  (ja) « クラッシュ・バンディクー2 コルテックスの逆襲! PS one Books », sur jp.playstation (consulté le 13 novembre 2021).
28. ↑  (en) Mike Jackson, « Two more PSone games temporarily withdrawn due to technical issues », sur computerandvideogames.com, 7 août 2007 (consulté le 2 août 2011).
29. ↑  TSR (Jean-François Morisse) et Willow (Jean Santoni), « Test : Crash Bandicoot 2 Cortex Strikes Back », Joypad, no 70,‎ décembre 1997, p. 118-121.
30. ↑  (en) Brad Penniment, « Crash Bandicoot 2 : Cortex Strikes Back - Review », sur AllGame, 1997 (consulté le 24 juillet 2011).
31. 1 2 3 4 5  (en) John Broady, « Crash Bandicoot 2: Cortex Strikes Back Review », sur GameSpot, 25 novembre 1997 (consulté le 24 juillet 2011).
32. 1 2 3 4  (en) IGN, « Crash Bandicoot 2: Cortex Strikes Back », sur IGN, 4 novembre 1997 (consulté le 24 juillet 2011).
33. 1 2 3 4  (en) Mark Crooke, « Crash Bandicoot 2 : Cortex Strikes Back - PS », sur Game Revolution, 4 juin 2004 (consulté le 31 juillet 2011).
34. ↑  (en) « Five Million Bandicoots », sur gamespot.com, 3 mars 1998 (consulté le 14 novembre 2021).
35. ↑  (en) « Sony Recaps Crash Sales », sur gamedaily.com, 25 février 1999 (consulté le 14 novembre 2021).
36. ↑  (en) « US Platinum Videogame Chart », sur the-magicbox.com, 27 décembre 2007 (consulté le 2 août 2011).
37. ↑  (en) « Japan Platinum Videogame Chart », sur the-magicbox.com (consulté le 2 août 2011).
38. ↑  (en) Guinness World Records Gamer's Edition 2015, Guinness World Records, novembre 2014 (ISBN 978-1-908-84366-1), p. 54.
39. ↑  (en) « Interactive Achievement Awards 1998 », sur interactive.org (consulté le 24 mars 2013).
40. ↑  « Historique de la série Crash Bandicoot », sur jeuxvideo.com (consulté le 26 mars 2013).
41. ↑  « Historique des développeurs de Crash Bandicoot », sur jeuxvideo.com (consulté le 26 mars 2013).
42. ↑  (en) Jonathon Dornbush, « Crash Bandicoot 4: It's About Time First Gameplay, Details Revealed », sur ign.com, 24 juin 2020 (consulté le 11 novembre 2021).
43. ↑  « E3 2016 : Crash Bandicoot 1, 2 et 3 remastérisés sur PS4 », sur jeuxvideo.com, 14 juin 2016 (consulté le 29 avril 2017).
44. ↑  « Crash Bandicoot : La N.Sane Trilogy sortira à la fin du mois de juin », sur jeuxvideo.com, 16 février 2017 (consulté le 29 avril 2017).
45. ↑  « Crash Bandicoot : N. Sane Trilogy - Activision demande votre aide », sur jeuxvideo.com, 27 mars 2017 (consulté le 29 avril 2017).
46. ↑  « Crash Bandicoot N. Sane Trilogy : Une édition non officielle en bois authentique », sur jeuxvideo.com, 17 avril 2017 (consulté le 29 avril 2017).